# Thaumoctopus mimicus
Il polpo mimetico (Thaumoctopus mimicus Norman & Hochberg, 2005) è un mollusco cefalopode della famiglia Octopodidae. È l'unica specie del genere Thaumoctopus.

## Descrizione
Misura fino a 60 cm di lunghezza. Il suo colore naturale è bianco a strisce marroni, molto variabile anche in pochi secondi.

## Biologia
Questo animale può imitare fisicamente l'aspetto e i movimenti di oltre quindici differenti creature, tra cui: serpenti di mare, pesci leone, sogliole, stelle di mare, granchi, molluschi, meduse e anemoni.
Riesce a farlo contorcendo il proprio corpo, nascondendone alcune parti nella sabbia e cambiando il proprio colore.
Questa specie imita la specie più opportuna per spaventare il predatore che si trova davanti, ottenendo così il massimo effetto.

## Distribuzione e habitat
La specie ha un ampio areale indo-pacifico che si estende dal mar Rosso alla Nuova Caledonia.
Vive a profondità da 0.5 a 37 m.

## Conservazione
La Lista rossa IUCN classifica Thaumoctopus mimicus come specie a rischio minimo (Least Concern).